# Upper Coomera
Upper Coomera är en del av en befolkad plats i Australien. Den ligger i kommunen Gold Coast och delstaten Queensland, omkring 55 kilometer sydost om delstatshuvudstaden Brisbane. Antalet invånare är 6 029.
Runt Upper Coomera är det tätbefolkat, med 636 invånare per kvadratkilometer.. Närmaste större samhälle är Gold Coast, omkring 17 kilometer sydost om Upper Coomera. 
Runt Upper Coomera är det i huvudsak tätbebyggt. Genomsnittlig årsnederbörd är 1 424 millimeter. Den regnigaste månaden är januari, med i genomsnitt 275 mm nederbörd, och den torraste är oktober, med 21 mm nederbörd.